# Lauri Siering
Laura Gail Siering, detta Lauri (Pomona, 23 febbraio 1957) è un'ex nuotatrice statunitense.

## Carriera
Fece parte della staffetta che vinse la medaglia d'argento nella 4x100m misti alle Olimpiadi di Montréal 1976.

## Palmarès
- Giochi olimpici estivi

Montréal 1976: argento nella 4x100m misti.
- Giochi Panamericani

Città del Messico 1975: oro nei 100m e 200m rana.